# Milaan-San Remo 1919
De wielerwedstrijd Milaan-San Remo 1919 werd verreden op 6 april van dat jaar.
Het parcours van deze 12e editie was 286,5 kilometer lang. De winnaar legde de afstand af in 11 uur en 26 minuten. De Italiaan Angelo Gremo was de snelste. Er finishten 22 renners van de 42 gestarten, waaronder de Belg Lucien Buysse die tiende werd. De laatste die aankwamen waren Attilio Montagi en Bartolomeo Aimo meer dan twee uur later dan de winnaar.

## Deelnemende ploegen
| Deelnemende teams | Deelnemende teams | Deelnemende teams | Deelnemende teams |
| ----------------- | ----------------- | ----------------- | ----------------- |
| Dei-Pirelli       | Bianchi-Pirelli   | Ganna             | Stucchi-Dunlop    |
| Legnano-Pirelli   | Verdi             | Peugeot           | Grigio Bleu       |

## Uitslag
| Plaats  | Naam                | Ploeg           | Tijd      |
| ------- | ------------------- | --------------- | --------- |
| Winnaar | Angelo Gremo        | Stucchi-Dunlop  | 11u26'00" |
| 2       | Costante Girardengo | Stucchi-Dunlop  | +2'15"    |
| 3       | Giuseppe Olivieri   | Stucchi-Dunlop  | +8'00"    |
| 4       | Giuseppe Azzini     | Legnano-Pirelli | z.t.      |
| 5       | Carlo Galetti       | Legnano-Pirelli | +25'00"   |
| 6       | Mario Santagostino  | Individueel     | +25'30"   |
| 7       | Luigi Lucotti       | Bianchi-Pirelli | +30'00    |
| 8       | Clemente Canepari   | Stucchi-Dunlop  | +30'50"   |
| 9       | Giovanni Rossignoli | Bianchi-Pirelli | +38'30"   |
| 10      | Lucien Buysse       | Legnano-Pirelli | +41'30"   |
| 11      | Pietro Aimo         | Verdi           | +46'00"   |
| 12      | Jean Alavoine       | Peugeot         | +51'00"   |
| 13      | Leopoldo Torricelli | Dei-Pirelli     | z.t.      |
| 14      | Ugo Agostoni        | Bianchi-Pirelli | +53'30"   |
| 15      | Domenico Schierano  | Peugeot         | +1u00'00" |
| 16      | Dario Beni          | Peugeot         | +1u13'00" |
| 17      | Giuseppe Pifferi    | Verdi           | +1u23'00" |
| 18      | Marcel Godivier     | Bianchi-Pirelli | +1u25'00" |
| 19      | Carlo Durando       | Verdi           | +2u05'00" |
| 20      | Camillo Bertarelli  | Grigio Bleu     | z.t.      |

1907 · 1908 · 1909 · 1910 · 1911 · 1912 · 1913 · 1914 · 1915 · 1916 · 1917 · 1918 · 1919 · 1920 · 1921 · 1922 · 1923 · 1924 · 1925 · 1926 · 1927 · 1928 · 1929 · 1930 · 1931 · 1932 · 1933 · 1934 · 1935 · 1936 · 1937 · 1938 · 1939 · 1940 · 1941 · 1942 · 1943 · 1944 · 1945 · 1946 · 1947 · 1948 · 1949 · 1950 · 1951 · 1952 · 1953 · 1954 · 1955 · 1956 · 1957 · 1958 · 1959 · 1960 · 1961 · 1962 · 1963 · 1964 · 1965 · 1966 · 1967 · 1968 · 1969 · 1970 · 1971 · 1972 · 1973 · 1974 · 1975 · 1976 · 1977 · 1978 · 1979 · 1980 · 1981 · 1982 · 1983 · 1984 · 1985 · 1986 · 1987 · 1988 · 1989 · 1990 · 1991 · 1992 · 1993 · 1994 · 1995 · 1996 · 1997 · 1998 · 1999 · 2000 · 2001 · 2002 · 2003 · 2004 · 2005 · 2006 · 2007 · 2008 · 2009 · 2010 · 2011 · 2012 · 2013 · 2014 · 2015 · 2016 · 2017 · 2018 · 2019 · 2020 · 2021 · 2022 · 2023 · 2024 · 2025
Lijst van beklimmingen